# Оргон
Оргон или Оргонска енергија (лат. organismus - жива бића) је термин који је први употребио чувени психоаналитичар Вилхелм Рајх да би означио хипотетичко поље универзалне животне енергије.
Рајх је тврдио да је наводно пронађена „универзална животна енергије“ у својој студији (крај 1930) у којој говори да „Оргон“ енергија продире и испуњава читав универзум. Он је веровао да су неки облици болести последица немогућности људског тела да прими ову енергију, и покушао је да их третира. Вилхелм Рајх је веровао да „Оргон“ енергија утиче на емоције и сексуалност, али се не односи на снагу статичког електрицитета. Конципирао је и конструисао Оргон акумулатор за складиштење ове енергије. Рајхов оргон акумулатор је био заправо кутија чији су зидови су били од наизменичних слојева метала и изолаторa и омогућавао је наводно његовим пацијентима да акумулирају оргон енергију. Ови радови нису били подржани од стране научне заједнице и критикована је као псеудонаука. Изазвао је раскол између Рајха и других психоаналитичке институција, и на крају је довела до његовог хапшења и затварања.

## Примена
Психотерапеути, и лекари понекад користе методе Вилхелма Рајха да изазову позитивне емоције, па чак и његов „Оргон акумулатор“ у оквиру психотерапије. Коришћење ових техника у терапеутске сврхе је данас ограничено на лекаре и терапеуте који су обучени у „Прорајховским“ институцијама као што су Амерички колеџ Оргономије. Упркос чињеници да је појам „оргон“ одбачен на Западу, доктрина виталне енергије (Прана, Чи и сл.), још од античких времена па до данас, и даље је популарна на Истоку. Конкретно, у оквиру ове доктрине налази се основа за терапијске третмане и технике акупунктуре и акупресуре. Насупрот источне медицине и Вилхелма Рајха, сви наредни истраживачи на Западу проучавали су манифестација „животне енергије“, углавном на неживим објектима (Гребеников, Веиник, ид), и њихови радови проглашавани су псеудонауком.

## Истраживање и развој
Даље студије својства и могућности повећања капацитета батерије оргон енергије базирале су се на увођење облика пирамиде јер се верује да такав облик најбоље „акумулира Оргон енергију“ и њено „зрачење“. Верује се да ови акумулатори разарају ћелије тумора и доприносе исушивању (мумификација) тела у пирамидама, да помаже очување прехрамбених производа и има повољан утицај на људско тело.
О. Хепфнер спровео је истраживање са стакленим пирамидама различитих боја, и потврдио да се „Оргон енергија“ најефикасније акумулира у батерији у облику пирамиде или лопте.